# Leinvihko
Leinvihko är en ö i Finland. Den ligger i sjön Kuolimo och i kommunen Savitaipale i den ekonomiska regionen  Villmanstrands ekonomiska region  och landskapet Södra Karelen, i den södra delen av landet, 190 km nordost om huvudstaden Helsingfors. Öns area är 8,8 hektar och dess största längd är 0,6 kilometer i sydöst-nordvästlig riktning.